# Lliga nord-irlandesa de futbol
La Lliga nord irlandesa de futbol, oficialment Danske Bank Premiership, és una lliga professional de futbol per a clubs d'Irlanda del Nord. El nom de IFA Prmiership fou adoptat l'any 2008, anomenant-se anteriorment Irish Premier League i abans d'això, Irish Football League. Des de la temporada 2013-14 serà reanomenada NIFL Premiership.
El campió es classifica per la Lliga de Campions i el segon i el campió de la Copa Nord-Irlandesa per la Lliga Europa.

## Història
La lliga nord irlandesa (lliga irlandesa originàriament) és la segona lliga més antiga del món després de l'anglesa i per davant de l'escocesa (formada una setmana abans).
Va ser formada l'any 1890 com a lliga de tota Irlanda, tot i que la majoria dels seus membres eren clubs del nord. Esdevingué lliga d'Irlanda del Nord, l'any 1921 després de la partició de l'illa. Malgrat aquest fet, actualment manté, oficialment, el nom de lliga irlandesa de futbol, el seu nom original.
Els primers anys fou coneguda a la premsa local com a "Belfast League" pel fet que set dels vuit equips eran de la ciutat. Aquests primers anys, pocs equips de fora de Belfast participaren en la competició, el Milford, Derry Olympic (1892), Derry Celtic (1900) i St Columb's Court (1901). L'any 1903 ingressà a la competició el primer club de Dublín, el Bohemians. El segon, Shelbourne, s'afegí el 1904. Aquests equips anaren desapareixent de la lliga amb el pas del temps i l'any de la partició, el 1921, només un club de fora de Belfast continuava a la lliga, el Glenavon FC de Lurgan. Fou precisament el Glenavon el primer club de fora de Belfast que es coronà campió.

## Equips actuals
Hi ha 12 clubs en la lliga.
| Club             | Ciutat        | Estadi                 | Posició el 2018-19    |
| ---------------- | ------------- | ---------------------- | --------------------- |
| Ballymena United | Ballymena     | Ballymena Showgrounds  | 2n                    |
| Carrick Rangers  | Carrickfergus | Loughshore Hotel Arena | 2n, NIFL Championship |
| Cliftonville     | Belfast       | Solitude               | 5è                    |
| Coleraine        | Coleraine     | The Showgrounds        | 6è                    |
| Crusaders        | Belfast       | Seaview                | 4t                    |
| Dungannon Swifts | Dungannon     | Stangmore Park         | 9è                    |
| Glenavon         | Lurgan        | Mourneview Park        | 3r                    |
| Glentoran        | Belfast       | The Oval               | 7è                    |
| Institute        | Derry         | Estadi de Brandywell   | 8è                    |
| Larne            | Larne         | Inver Park             | 1r, NIFL Championship |
| Linfield         | Belfast       | Windsor Park           | 1r                    |
| Warrenpoint Town | Warrenpoint   | Milltown               | 10è                   |

## Historial
Irish Football League
- 1890-91:  Linfield FC (1)
- 1891-92:  Linfield FC (2)
- 1892-93:  Linfield FC (3)
- 1893-94:  Glentoran FC (1)
- 1894-95:  Linfield FC (4)
- 1895-96:  Distillery FC (1)
- 1896-97:  Glentoran FC (2)
- 1897-98:  Linfield FC (5)
- 1898-99:  Distillery FC (2)
- 1899-00:  Belfast Celtic FC (1)
- 1900-01:  Distillery FC (3)
- 1901-02:  Linfield FC (6)
- 1902-03:  Distillery FC (4)
- 1903-04:  Linfield FC (7)
- 1904-05:  Glentoran FC (3)
- 1905-06:  Cliftonville FC (1)
 /  Distillery FC (5) [a]
- 1906-07:  Linfield FC (8)
- 1907-08:  Linfield FC (9)
- 1908-09:  Linfield FC (10)
- 1909-10:  Cliftonville FC (2)
- 1910-11:  Linfield FC (11)
- 1911-12:  Glentoran FC (4)
- 1912-13:  Glentoran FC (5)
- 1913-14:  Linfield FC (12)
- 1914-15:  Belfast Celtic FC (2)
- 1915-19: no es disputà
- 1919-20:  Belfast Celtic FC (3)
- 1920-21:  Glentoran FC (6)
- 1921-22:  Linfield FC (13)
- 1922-23:  Linfield FC (14)
- 1923-24:  Queen's Island FC (1)
- 1924-25:  Glentoran FC (7)
- 1925-26:  Belfast Celtic FC (4)
- 1926-27:  Belfast Celtic FC (5)
- 1927-28:  Belfast Celtic FC (6)
- 1928-29:  Belfast Celtic FC (7)
- 1929-30:  Linfield FC (15)
- 1930-31:  Glentoran FC (8)
- 1931-32:  Linfield FC (16)
- 1932-33:  Belfast Celtic FC (8)
- 1933-34:  Linfield FC (17)
- 1934-35:  Linfield FC (18)
- 1935-36:  Belfast Celtic FC (9)
- 1936-37:  Belfast Celtic FC (10)
- 1937-38:  Belfast Celtic FC (11)
- 1938-39:  Belfast Celtic FC (12)
- 1939-40:  Belfast Celtic FC (13)
- 1940-47: no es disputà
- 1947-48:  Belfast Celtic FC (14)
- 1948-49:  Linfield FC (19)
- 1949-50:  Linfield FC (20)
- 1950-51:  Glentoran FC (9)
- 1951-52:  Glenavon FC (1)
- 1952-53:  Glentoran FC (10)
- 1953-54:  Linfield FC (21)
- 1954-55:  Linfield FC (22)
- 1955-56:  Linfield FC (23)
- 1956-57:  Glenavon FC (2)
- 1957-58:  Ards FC (1)
- 1958-59:  Linfield FC (24)
- 1959-60:  Glenavon FC (3)
- 1960-61:  Linfield FC (25)
- 1961-62:  Linfield FC (26)
- 1962-63:  Distillery FC (6)
- 1963-64:  Glentoran FC (11)
- 1964-65:  Derry City FC (1)
- 1965-66:  Linfield FC (27)
- 1966-67:  Glentoran FC (12)
- 1967-68:  Glentoran FC (13)
- 1968-69:  Linfield FC (28)
- 1969-70:  Glentoran FC (14)
- 1970-71:  Linfield FC (29)
- 1971-72:  Glentoran FC (15)
- 1972-73:  Crusaders FC (1)
- 1973-74:  Coleraine FC (1)
- 1974-75:  Linfield FC (30)
- 1975-76:  Crusaders FC (2)
- 1976-77:  Glentoran FC (16)
- 1977-78:  Linfield FC (31)
- 1978-79:  Linfield FC (32)
- 1979-80:  Linfield FC (33)
- 1980-81:  Glentoran FC (17)
- 1981-82:  Linfield FC (34)
- 1982-83:  Linfield FC (35)
- 1983-84:  Linfield FC (36)
- 1984-85:  Linfield FC (37)
- 1985-86:  Linfield FC (38)
- 1986-87:  Linfield FC (39)
- 1987-88:  Glentoran FC (18)
- 1988-89:  Linfield FC (40)
- 1989-90:  Portadown FC (1)
- 1990-91:  Portadown FC (2)
- 1991-92:  Glentoran FC (19)
- 1992-93:  Linfield FC (41)
- 1993-94:  Linfield FC (42)
- 1994-95:  Crusaders FC (3)
- 1995-96:  Portadown FC (3)
- 1996-97:  Crusaders FC (4)
- 1997-98:  Cliftonville FC (3)
- 1998-99:  Glentoran FC (20)
- 1999-00:  Linfield FC (43)
- 2000-01:  Linfield FC (44)
- 2001-02:  Portadown FC (4)
- 2002-03:  Glentoran FC (21)

Irish Premier League
- 2003-04:  Linfield FC (45)
- 2004-05:  Glentoran FC (22)
- 2005-06:  Linfield FC (46)
- 2006-07:  Linfield FC (47)
- 2007-08:  Linfield FC (48)

IFA Premiership
- 2008-09:  Glentoran FC (23)
- 2009-10:  Linfield FC (49)
- 2010-11:  Linfield FC (50)
- 2011-12:  Linfield FC (51)
- 2012-13:  Cliftonville FC (4)

NIFL Premiership
- 2013-14:  Cliftonville FC (5)
- 2014-15:  Crusaders FC (5)
- 2015-16:  Crusaders FC (6)
- 2016-17:  Linfield FC (52)
- 2017-18:  Crusaders FC (7)
- 2018-19:  Linfield FC (53)
- 2019-20:  Linfield FC (54) [b]
- 2020-21:  Linfield FC (55)
- 2021-22:  Linfield FC (56)
- 2022-23:  Larne FC (1)
- 2023-24:  Larne FC (2)
- 2024-25:  Linfield FC (57)